# 길 위의 새들
길 위의 새들(Pajaros de verano, Birds of Passage)은 멕시코에서 제작된 치로 구에라, 크리스티나 갈레고 감독의 2018년 드라마 영화이다. 크리스티나 갈레고 등이 제작에 참여하였다.

## 출연
- 나탈리아 레예스 : 자이다 역

## 제작진
- 미술: 안젤리카 페레아